# Podedwór (Wołowice)
Podedwór – część wsi Wołowice w Polsce położona w województwie małopolskim, w powiecie krakowskim, w gminie Czernichów.
W latach 1975–1998 Podedwór należał administracyjnie do województwa krakowskiego.